# Ардал
Ардал (дав.-гр. Ἄρδαλος) — персонаж давньогрецької міфології, син Гефеста й
Аглаї. Мав чотирьох сестер: Евклея, Евтенія, Евфема та Філофросіна.
Умілий будівельник, у місті Трезен побудував храм Музам та жертовник Музам та Гіпносу. Вважається винахідником флейти..